# کایرو
کایرو (به پرتغالی: Cairu) یک منطقهٔ مسکونی در برزیل است که در باهیا واقع شده‌است. کایرو ۴۵۱٫۱۹۴ کیلومتر مربع مساحت و ۱۸٬۴۲۷ نفر جمعیت دارد.